# Wea
Wea /od Wawaagtenang, 'place of the round, or curved, channel' (Schoolcraft), ili od Wayahtónuki, 'eddy people', što dolazi od  waysqtonwi, `eddy.' Obje riječi su iz istog korijena,/ jedno od šest plemena Miami Indijanaca, koje je u vrijeme dolaska prvih Europljana živjelo u Wisconsinu i Indiani. U kasnom 18. i ranom 19. stoljeću žive i logoruju zajedno s Piankashawima, drugim plemenom koje se kao i oni odcijepilo od Miamia. Do 1832 godine prodaju sve svoje zemlje SAD-u a oni nakon mnogobrojnih potpisanh ugovora odlaze na rezervate. Potomci im danas žive u Indiani.

## Vanjske poveznice
- Wea Indian Tribe of Indiana